# Conversaciones de Geertruidenberg

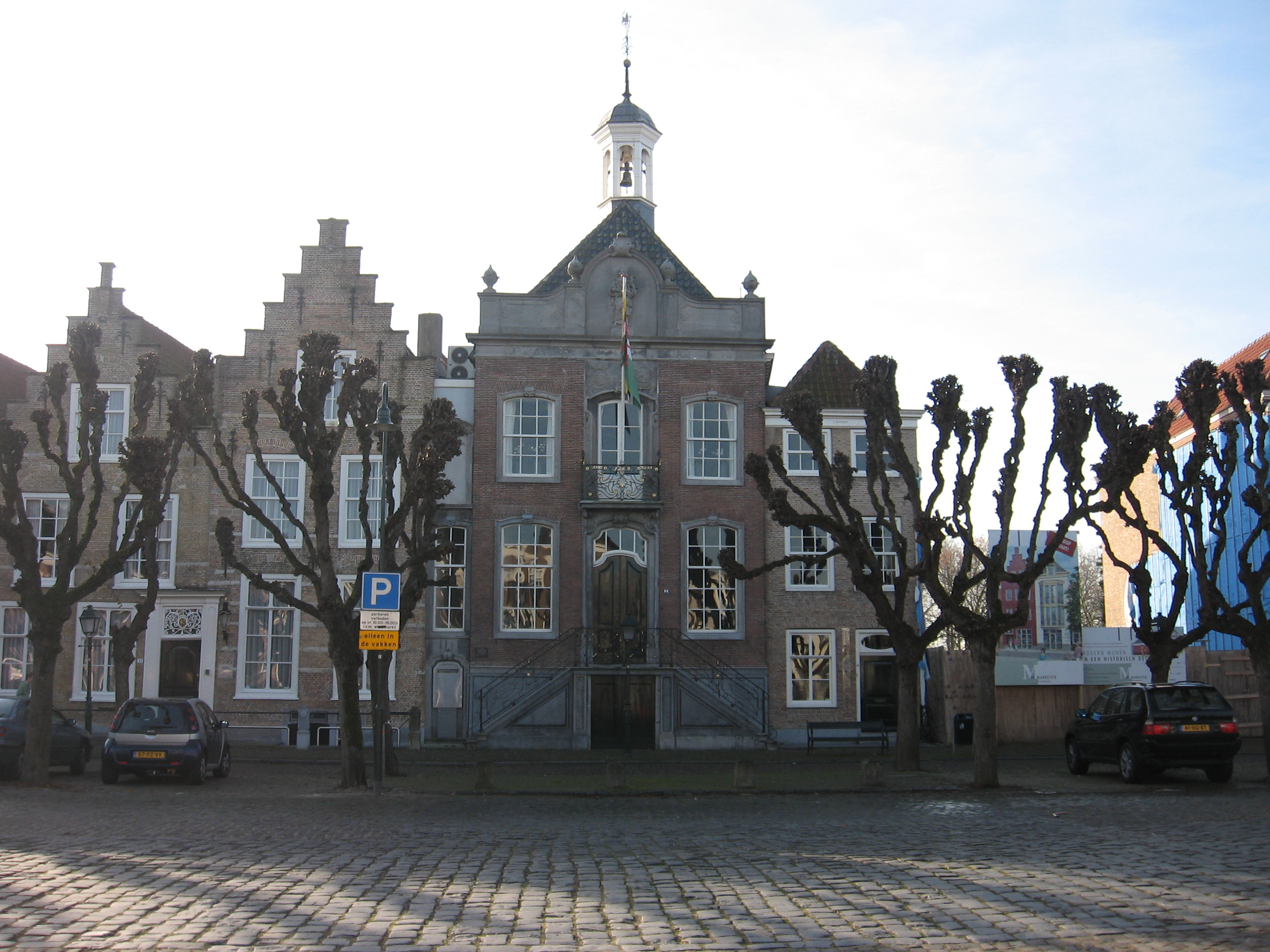
Antiguo ayuntamiento de Geertruidenberg.

Las conversaciones de Geertruidenberg fueron las negociaciones llevadas a cabo en la ciudad holandesa de Geertruidenberg a principios de 1710 entre los representantes del rey de Francia Luis XIV y los de la Gran Alianza antiborbónica —que defendía los derechos del Carlos III el Archiduque al trono de la Monarquía de España frente a Felipe de Borbón que había sido nombrado sucesor por el rey Carlos II de España un mes antes de morir en noviembre de 1700— para intentar llegar a acuerdo que pusiera fin a la Guerra de Sucesión Española. Fueron la continuación de las primeras negociaciones para acabar con el conflicto que tuvieron lugar en La Haya el año anterior y que dieron lugar a los preliminares de La Haya que finalmente no fueron firmados por Luis XIV. Sin embargo, las conversaciones de Geertruidenberg tampoco tuvieron éxito. Lo que conduciría al Tratado de Utrecht que puso fin a la Guerra de Sucesión Española fueron las negociaciones secretas que inició poco después Luis XIV con el gobierno británico, a espaldas de Felipe V, como en las dos ocasiones anteriores.

## Antecedente: los preliminares de La Haya
La iniciativa para intentar llegar a un acuerdo que pusiera fin a la Guerra de Sucesión partió de Luis XIV acuciado por las últimas derrotas que había sufrido su ejército y, sobre todo, porque Francia estaba atravesando una grave crisis económica y financiera que hacían muy difícil que pudiera continuar combatiendo. Finalmente el acuerdo de 42 puntos fue rechazado por el propio Luis XIV porque imponía una condiciones que consideraba humillantes —debía ayudar a desalojar del trono de la Monarquía de España a su nieto Felipe de Borbón, duque de Anjou—. Tampoco el emperador José I de Austria pareció muy dispuesto a firmarlas porque a pesar de que se reconocía a su hermano el Archiduque Carlos como rey de España con el título de Carlos III, creía que se habían podido obtener más concesiones por parte de Luis XIV, quien en opinión de sus consejeros era incapaz de continuar la guerra.
Como Luis XIV había previsto, Felipe V no estaba dispuesto a abandonar voluntariamente el trono de España y así se lo comunicó su embajador Michael-Jean Amelot que había intentando convencer al rey de que se contentase con algunos territorios para evitar la pérdida de la monarquía entera. Pero a pesar de todo Luis XIV ordenó a sus tropas que abandonaran España, menos 25 batallones, porque como él mismo dijo «he rechazado la proposición odiosa de contribuir a desposeerlo [a Felipe V] de su reino; pero si continúo dándole los medios para mantenerse en él, hago la paz imposible». "La conclusión a la que llegó [Luis XIV] era severa para Felipe V: era imposible que la guerra finalizara mientras él siguiera en el trono de España", afirma Joaquim Albareda.
La retirada de las tropas de España le permitió a Luis XIV concentrarse en la defensa de las fronteras de su reino amenazado por el norte a causa del avance de los aliados en los Países Bajos Españoles. Y para ello puso toda su confianza en el mariscal Villars que se enfrentó el 11 de septiembre de 1709 a las tropas aliadas al mando del duque de Marlborough en la batalla de Malplaquet. Aunque los aliados se impusieron tuvieron muchas más bajas que los franceses por lo que éstos la consideraron una «gloriosa derrota», que les permitió resistir el avance aliado. Sin embargo, no pudieron impedir que Marlborough tomara el 23 de octubre Moon y se hiciera con el control completo de los Países Bajos españoles.

## Las coversaciones de Geertruidenberg

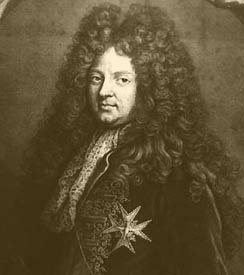
Jean-Baptiste Colbert de Torcy. Grabado de Hyacinthe Rigaud.

Cuando el marqués de Torcy, ministro de Estado de Luis XIV, comunicó a los aliados la negativa del rey francés a firmar los preliminares de La Haya afirmó: «preveo que habrá que esperar otro momento para una paz tan deseada y necesaria para toda Europa». Ese momento llegó el 3 de enero de 1710 cuando a iniciativa del propio Torcy comenzaron unas nuevas negociaciones con los aliados en Geertruidenberg sobre la base de los preliminares de La Haya. Luis XIV pretendía asegurar a Felipe V la soberanía sobre algunos de los estados italianos de la Monarquía de España —concretamente el reino de Nápoles, el reino de Sicilia, y la isla de Cerdeña— como compensación a su renuncia a la Corona de España en favor de Carlos III el Archiduque.
Sin embargo, los aliados se negaron a introducir modificaciones en lo estipulado en los preliminares de La Haya, que no contemplaban ninguna compensación por el abandono de trono español por Felipe V, y, sobre todo los británicos, volvieron a insistir en que si Felipe V se negaba a renunciar a la Corona Luis XIV debía colaborar con los aliados para destronarlo. El consejo de Estado de la Monarquía francesa presidido por Luis XIV se reunió el 26 de marzo para discutir la situación. El marqués de Torcy, consciente de la difícil situación que estaba viviendo Francia —en plena hambruna y con un invierno tan frío como el del año anterior que había arruinado las cosechas—, defendió la idea firmar la paz a cambio de que Felipe V obtuviera el reino de Nápoles, pero a esto se opusieron el propio Luis XIV, el Gran Delfín y el duque de Borgoña. El Consejo finalmente acordó casi dos meses después, el 11 de mayo, que Luis XIV no emprendería ninguna acción militar para destronar a su nieto Felipe V pero que sí que aportara dinero a los aliados —500.000 libras mensuales— para que combatieran contra él.
Esta última propuesta les pareció insuficiente a los aliados, y sobre todo a los holandeses que exigieron primero que la armada francesa participase en las operaciones militares contra Felipe V, y más tarde, que su ejército también interviniera, estableciendo un plazo de 15 días para responder. Entonces Luis XIV puso fin a las conversaciones de Geertuidenberg.
Según Joaquim Albareda, "aquella tanda de negociaciones constituyó una nueva ocasión perdida para alcanzar la paz. El príncipe Eugenio de Saboya y Marlboroug debieron arrepentirse de no haber cedido en sus pretensiones desmesuradas ante el veterano y experimentado rey de Francia, puesto que habían dejado escapar la oportunidad de lograr una paz altamente favorable a los intereses aliados y, en especial, a la Casa de Austria".